# Programmations des Francofolies des années 1980
Pour un article plus général, voir Francofolies.
Cet article présente les programmations des Francofolies des années 1980.

## Édition 1985
Le festival se déroule du 10 juillet au 14 juillet 1985.
| Scènes                    | Mercredi 10                                   | Jeudi 11                                             | Vendredi 12                                   | Samedi 13                                  | Dimanche 14                       |
| ------------------------- | --------------------------------------------- | ---------------------------------------------------- | --------------------------------------------- | ------------------------------------------ | --------------------------------- |
| Jean-Louis Foulquier      | Hubert-Félix Thiéfaine, Diane Dufresne        | Fabienne Thibeault, Francis Lalanne                  | Catherine Lara, Zachary Richard, Édith Butler | Jacques Higelin                            | Jesse Garon, Malavoi, Touré Kunda |
| Place de l'hôtel de Ville | Pierre Meige                                  | Carré Blanc                                          | Sue et les Salamandres                        | Jesse Garon, Big Band Rochelais, Friandise | Zéro de conduite                  |
| Maison de la Culture      | Daniel Lavoie, Rita Mitsouko, M.-CH Ghéorghiu | Boris Santeff, Jean-Félix Lalanne, Gilles Langoureau | Casthelemis                                   | Plume Latraverse                           |                                   |

## Édition 1986
Le festival se déroule du 9 au 13 juillet 1986.
| Scènes                    | Mercredi 9                                                   | Jeudi 10                                                   | Vendredi 11                               | Samedi 12                                    | Dimanche 13                                                                 |
| ------------------------- | ------------------------------------------------------------ | ---------------------------------------------------------- | ----------------------------------------- | -------------------------------------------- | --------------------------------------------------------------------------- |
| Jean-Louis Foulquier      | Alain Lamontagne, Claude Nougaro, Touré Kunda                | Karim Kacel, Alain Souchon, Véronique Sanson               | Gold, Indochine                           | Renaud                                       | Bernard Lavilliers, Malavoi, Les Étoiles, Manu Dibango, Xalam et Mory Kanté |
| Place de l'hôtel de Ville | Labaye, Richard Bonnot, Raïna Raï                            | Patrick Le Saux, Les Diplomates, Ti'Fock, Philippe Servain | Litou, Athane, Sarcloret, Ousmane Kouyate | Smoking, Anita Callilio, Traction Ailleurs   | Lemba, Carnaval... Africain et Antillais                                    |
| Maison de la Culture      | Jim Corcoran, Paul Personne, Jean-Pierre Huser, Marie Ecorce | Didier Odieu, William Sheller, Marie Ecorce                | Charlélie Couture, Jacques Yvart          | Lucid Beausonge, Romain Didier, Marie Ecorce | Raoul Petite                                                                |

C'est à l'occasion de cette édition que la chanson FRANCOFOLIES composée par Francis Lalanne fut chantée pour la première fois.

## Édition 1987
Le festival se déroule du 9 au 13 juillet 1987.
| Scènes                    | Jeudi 9 | Vendredi 10                                  | Samedi 11                                                 | Dimanche 12                                               | Lundi 13                                                                                       |
| ------------------------- | --- | -------------------------------------------- | --------------------------------------------------------- | --------------------------------------------------------- | ---------------------------------------------------------------------------------------------- |
| Jean-Louis Foulquier      | Léo Ferré, Ars Nova, Nicole Croisille, Catherine Ribeiro, Paul Piche / Mama Béa, Francis Lalanne, Jacques Higelin, Bernard Lavilliers, Claude Dubois | Vivien Savage, Aubert'n'KO, Alain Bashung    | Pakatak, Jacques Higelin et ses invités                   | Experience 7, Zouk Machine, Daniel Lavoie, Diane Dufresne | "Nuit Café Frappé" Le Grand Ordinaire, Ti'Fock, Rapsat, Diane Tell, Patrick Sébastien, Kassav' |
| Place de l'hôtel de Ville | Black Label, Damien Robillot | Sylvie Royer, Pierre Sayat                   | T.V Age, Builders                                         | Philippe Morvan, Eric Salcedo                             |                                                                                                |
| Maison de la Culture      | Traction Ailleurs, Maurane, Hart Rouge, Pierre Vassiliu                                                                                              | Vincent Hattert, Mama Béa, Cheb Kader, Sapho | Paul Demers, David Koven, Emile Lloret, Isabelle Mayereau | Paul Piché, Malicorne, Jacques Haurogné, Tom Novembre     | Elisabeth Caumont, Incroyable Jungle, Beat, Rachid Bahri, Gilles Langoureau                    |
| Gabut                     | Richard Seguin, Claude Dubois, Malavoi | Jean-Louis Mahjun, Useb, Didier Lockwood     | Ray Lema, Salif Keïta, Dédé Saint-Prix                    | Canada, L'Affaire Louis Trio, Patrick Bruel               | Les Ablettes, Cyclope, La Souris Déglinguée, Carte de Séjour                                   |

## Édition 1988
Le festival se déroule du 8 au 13 juillet 1988.
| Scènes                    | Vendredi 8                                                     | Samedi 9                                                  | Dimanche 10                     | Lundi 11                                        | Mardi 12 | Mercredi 13                    |
| ------------------------- | -------------------------------------------------------------- | --------------------------------------------------------- | ------------------------------- | ----------------------------------------------- | --- | ------------------------------ |
| Jean-Louis Foulquier      | "Nuits Folies" Serge Gainsbourg, Marjo, Touré Kunda            | Catherine Lara, Malavoi, Didier Lockwood, Alex Ligertwood | Stephan Eicher, Johnny Hallyday | Sagaie, Éric Morena, Elli Medeiros, Gipsy Kings | Hubert-Félix Thiéfaine, La Fête à Manu Dibango, Les Têtes brûlées, Black Blanc Beur, Nzongo Soul, Super Diamono - Zao, Paul Personne, Maxime Leforestier, Nino Ferrer | Alpha Blondy, Julien Clerc     |
| Place de l'hôtel de Ville | Gamine, Batuka, Binda N'Gazolo                                 | Raticide, Yatagan                                         | Dardevil, Les Désaxés           | Cherino, Ektopy                                 | Foehn, Flageolets, Côté d'Azur | AT.8, Porte Mentaux            |
| Maison de la Culture      | Jean-Jacques Goldman, Fabienne Thibeault, Jean-Pierre Debarbat | Michel Rivard                                             | Patricia Kaas, Michel Jonasz    | Harem, Michel Jonasz                            | T.S.F, Michel Jonasz | Jean Guidoni, Louise Forestier |

## Édition 1989
Le festival se déroule du 13 au 18 juillet 1989.
| Scènes                    | Jeudi 13                                  | Vendredi 14 | Samedi 15                                                      | Dimanche 16                                                     | Lundi 17                                     | Mardi 18                                                                  |
| ------------------------- | ----------------------------------------- | --- | -------------------------------------------------------------- | --------------------------------------------------------------- | -------------------------------------------- | ------------------------------------------------------------------------- |
| Jean-Louis Foulquier      | Bernard Lavilliers, Ghida                 | Histoire de Changer d'ère Yvette Horner, Gérard Blanchard, Jean Leduc, Louis Corchia, Louis Ledrich, Bruno Lorenzini | Renaud, Francis Cabrel, Hubert-Félix Thiéfaine                 | Animo, Gamine, Richard Seguin, Les Négresses Vertes, Noir Désir | Paolo Conte, Maxime Le Forestier, Mory Kante | Véronique Sanson, Jacques Higelin, Éric Serra, Paul Personne, Uvan Julien |
| Place de l'hôtel de Ville | Leslie, Mik Mak                           | Pascal Dubroca, Jean Degrave, Alex Dawson                                                                            | Dejade, Fin de siècle                                          | Catherine Mangano, Leda Atomica                                 | Léo Brunner, Gimi Craignos, Bru Combo        | Agatha de Co, Derobade                                                    |
| Maison de la Culture      | Joel Barret, Liane Foly, Gérard Blanchard | | Arthur H, Richard Bohringer, Louise Portal, Vis Ta Vinaigrette | Arthur H, Anna Baum, Xavier Lacouture, Le Quatuor, Jean Guidoni | Arthur H, Buzy, Jean-Pierre Kalfon           | Arthur H, Blues Trottoir, Charlélie Couture                               |